# Большекрутинская
Большекрутинская — деревня в Омутинском районе Тюменской области России. Входит в состав Вагайского сельского поселения.

## История
До 1917 года входила в состав Омутинской волости Ялуторовского уезда Тобольской губернии. По данным на 1926 год деревня Старая Крутая состояла из 220 хозяйств. В административном отношении являлась административным центром Крутинского сельсовета Новозаимского района Тюменского округа Уральской области.

## Население
| 2010 |
| ---- |
| 259  |

По данным переписи 1926 года в деревне проживало 1155 человек (567 мужчин и 588 женщин), в том числе: русские составляли 100 % населения.
Согласно результатам переписи 2002 года, в национальной структуре населения русские составляли 70 % из 244 чел.